# Bonaspeia cygnangula
Bonaspeia cygnangula är en insektsart som beskrevs av Davies 1987. Bonaspeia cygnangula ingår i släktet Bonaspeia och familjen dvärgstritar. Inga underarter finns listade i Catalogue of Life.